# Arboretum des Sarteaux
El Arboreto des Sarteaux (en francés: Arboretum des Sarteaux) es un parque y arboreto, de propiedad municipal, en la comuna de Ville-sur-Lumes, en el departamento de Ardennes, Francia.  El arboreto se encuentra un poco al norte de la localidad de  Ville-sur-Lumes en terrenos de unos antiguos viveros, y un sitio rico en restos arqueológicos.  Es visitable todo el año sin cargo.

## Historia

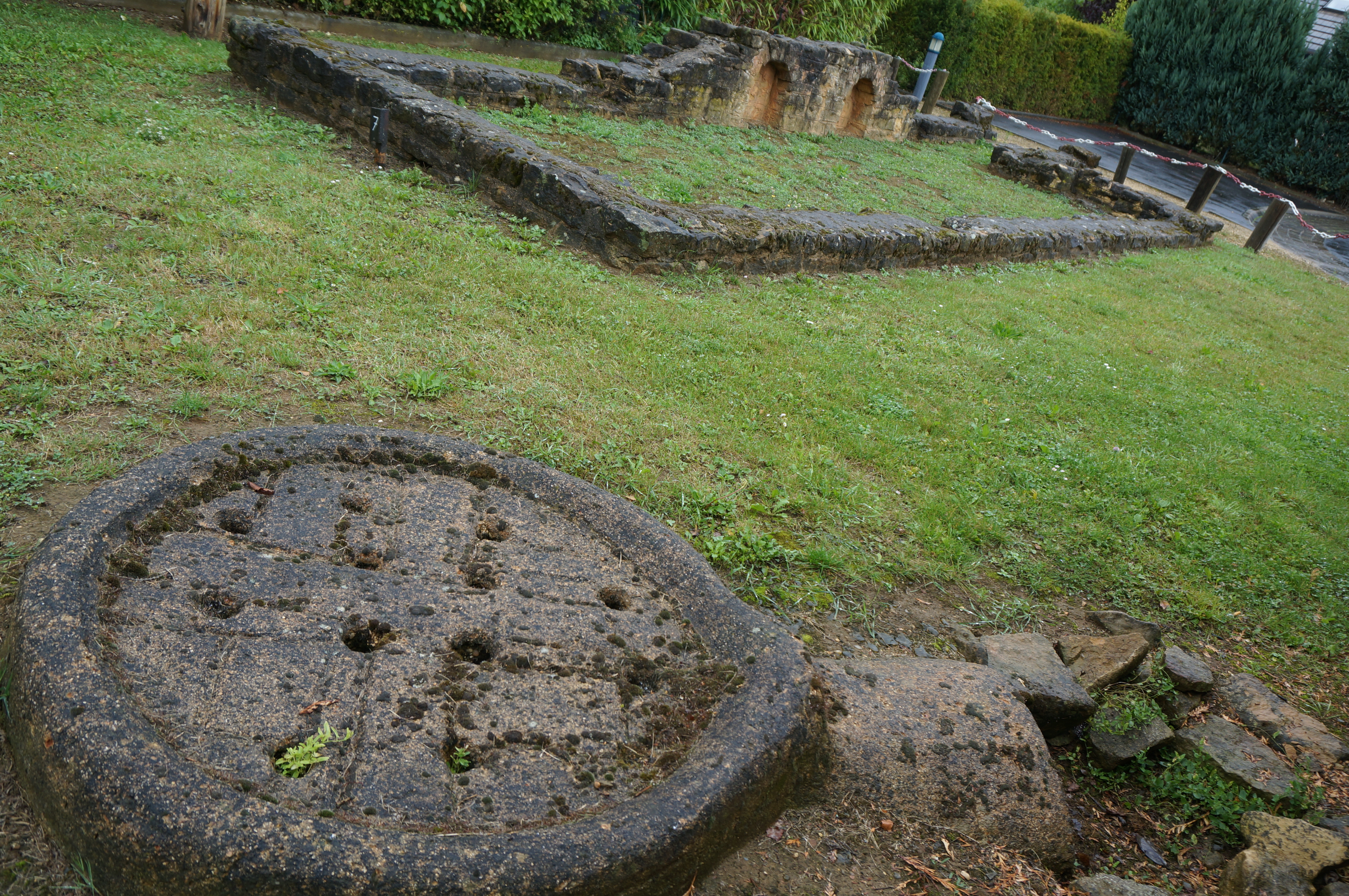
Ruinas de "Vicus galo-romano" en las proximidades del arboreto.

Este arboreto fue creado en 2001 naciendo sobre la base de que un espacio verde o un jardín pueden tener múltiples funciones (recreativo, estético, ecológico, educativo), los voluntarios de la « l'Association du Parcours Nature des Sarteaux » (Asociación de la Naturaleza Sarteaux) han desarrollado un área natural y un arboreto en terrenos de la comuna de Ville-sur-Lumes.
A través de una asociación con la « Lycée Agricole de Saint-Laurent » (Escuela de Agricultura de San Lorenzo), los estudiantes realizan regularmente actividades educativas en el arboreto de Sarteaux o trabajan con los empleados para desarrollar el sitio.
La asociación está a disposición de cualquiera que desee aprender más, y daría la bienvenida a cualquier nuevo miembro o simpatizante.

## Plantas notables
El arboreto tiene una veintena de especies arbóreas nativas de la región, setos, huerto y caja de insectos:
Los paneles permiten la identificación de especies y ofrecen información sobre ellos.
- Alrededor de 20 especies de árboles:[2]

Nogal; castaño; Abetos; Picea; Alerce; serbal de los cazadores; Serbal silvestre; olmo; Haya; Carpes; Roble carvallo; Roble; Tilo de hoja pequeña; Arce (sicómoro, de hoja ancha y festoneada); álamo temblón; cereza; Cerezo Silvestre; Robinia falsa acacia; pino silvestre
- Unas 25 especies de arbustos :

Espino; avellano; Saúco; acebo; cornus; Cornejo macho; Carpinus; Buxus; ligustrum; Alder; Aliso; Symphoricarpos albus; Viburnum lantana; Viburnum opulus; Forsythia; Syringa; Pyracantha; Spiraea; Weigela; lila; Callicarpa; Tamarix; Cassis; Cotoneaster.
- Árboles frutales, en el que se favorecen a las variedades antiguas :

Manzanos ; perales
- Insectos :

Lagartos, abejas, mariquitas, crisopas

Detalles
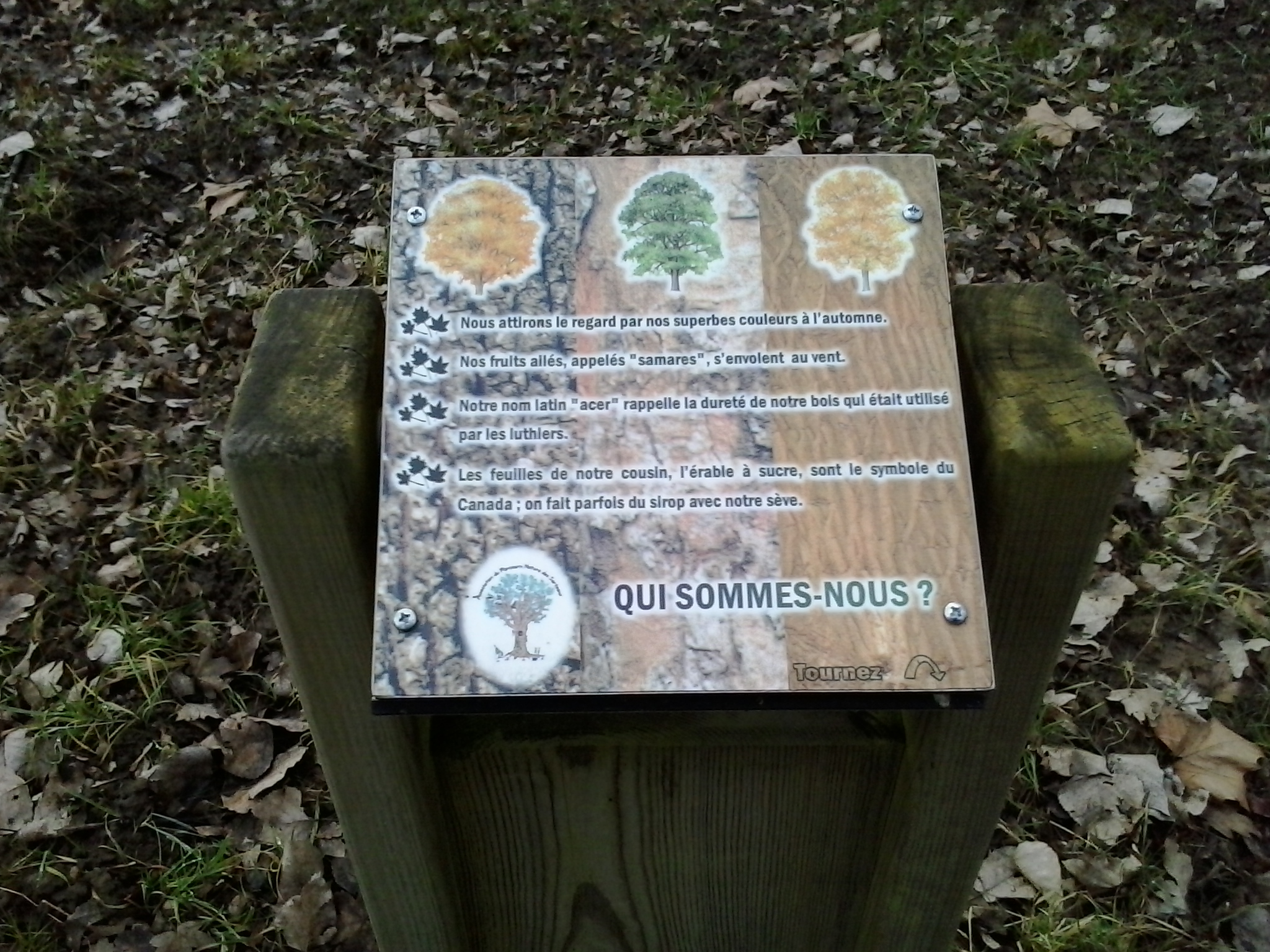
Un panel didáctico
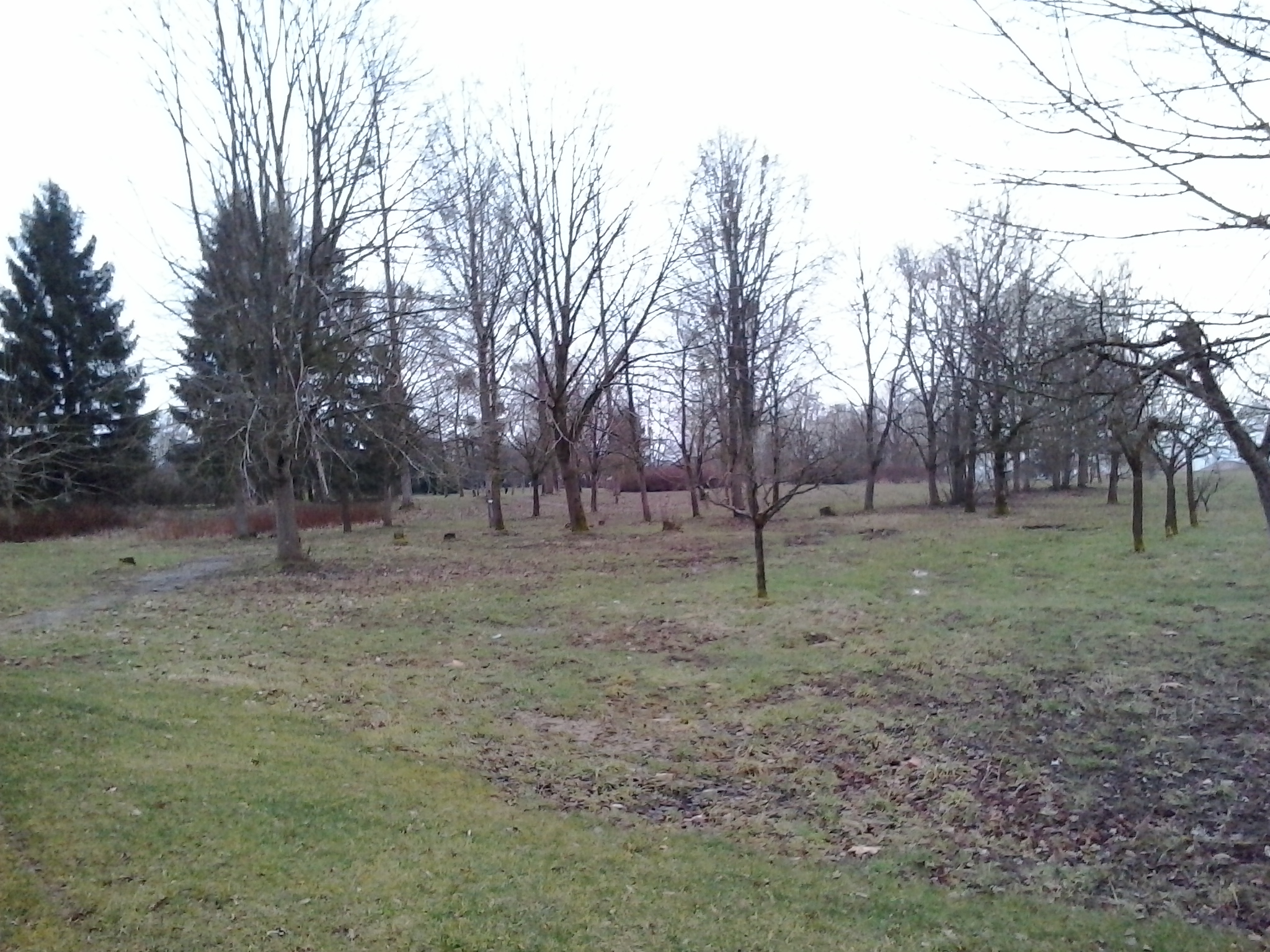
Diversas especies de arbustos